# Belgisch kampioenschap tijdrijden voor junioren

De Belgische kampioenentrui

Het Belgisch kampioenschap tijdrijden voor junioren is een jaarlijkse tijdrit in België voor renners met Belgische nationaliteit van 17 en 18 jaar. Er wordt gereden voor de nationale titel.

## Erelijst
| Jaar | Plaats              | Winnaar                                 | 2de                                     | 3de                                     |
| 2025 | Heusden-Zolder      | Seff Van Kerckhove                      | Jérôme Raus                             | Rune Boden                              |
| 2024 | Geraardsbergen      | Aldo Taillieu                           | Jasper Schoofs                          | Matisse Van Kerckhove                   |
| 2023 | Waregem             | Duarte Marivoet                         | Jasper Schoofs                          | Steffen De Schuyteneer                  |
| 2022 | Gavere              | Duarte Marivoet                         | Jens Verbrugghe                         | Yarno Van Hercke                        |
| 2021 | Koksijde            | Cian Uijtdebroeks                       | Alec Segaert                            | Jonathan Vervenne                       |
| 2020 | -                   | Niet verreden vanwege de coronapandemie | Niet verreden vanwege de coronapandemie | Niet verreden vanwege de coronapandemie |
| 2019 | Sint-Lievens-Houtem | Lars Van Ryckeghem                      | Milan Paulus                            | Ramses Debruyne                         |
| 2018 | Vresse-sur-Semois   | Remco Evenepoel                         | Ilan Van Wilder                         | Milan Paulus                            |
| 2017 | Anzegem             | Sébastien Grignard                      | Loran Cassaert                          | Ward Vanhoof                            |
| 2016 | Borlo               | Jasper Philipsen                        | Tom Douhard                             | Torsten Demeyere                        |
| 2015 | Overpelt            | Jasper Philipsen                        | Glenn Loenders                          | Tom Douhard                             |
| 2014 | Neerpelt            | Igor Decraene                           | Senne Leysen                            | Martin Palm                             |
| 2013 | Maldegem            | Igor Decraene                           | Brent Luyckx                            | Nathan Van Hooydonck                    |
| 2012 | Boussu-lez-Walcourt | Aimé De Gendt                           | Dries Van Gestel                        | Tiesj Benoot                            |
| 2011 | Tervuren            | Jasper De Buyst                         | Michael Goolaerts                       | Boris Vallée                            |
| 2010 | Habay               | Frederik Frison                         | Mike De Bie                             | David Desmecht                          |
| 2009 | Saint-Ghislain      | Kevin De Jonghe                         | Niels Reynvoet                          | Sean De Bie                             |
| 2008 | Moeskroen           | Arthur Vanoverberghe                    | Kevin De Jonghe                         | Niels Reynvoet                          |
| 2007 | Maldegem            | Matthias Allegaert                      | Yannick Wellens                         | Alphonse Vermote                        |
| 2006 | Wachtebeke          | Jan Ghyselinck                          | Sven Nooytens                           | Julien Vermote                          |
| 2005 | Halle               | Jan Ghyselinck                          | Kevin Crabbé                            | Sam Maertens                            |
| 2004 | Wachtebeke          | Ben Hermans                             | Michiel Van Aelbroeck                   | Nikolas Maes                            |
| 2003 | Wachtebeke          | Dominique Cornu                         | Michiel Van Aelbroeck                   | Jürgen Roelandts                        |
| 2002 | Geel                | Mario Ickx                              | Gianni Meersman                         | Jürgen Roelandts                        |
| 2001 | Torhout             | Olivier Kaisen                          | Anton Wauters                           | Johan Peeters                           |
| 2000 | Sint-Niklaas        | Kevin De Weert                          | Wim De Vocht                            | Jurgen Van den Broeck                   |
| 1999 | Sint-Niklaas        | Kevin Van Impe                          | Kevin De Weert                          | Wouter Van Mechelen                     |
| 1998 |                     | Gert Steegmans                          | Jurgen Van Goolen                       | Tom Boonen                              |
| 1997 | Heizel              | Jan Kuyckx                              | Kurt Geysen                             | Staf Scheirlinckx                       |
| 1996 | Heizel              | Rudy Meyvis                             | Stijn Devolder                          | Geert Van Humbeeck                      |
| 1995 | Heizel              | Leif Hoste                              | Jurgen Van De Walle                     | Steven Van Malderghem                   |
| 1994 | Heizel              | Bart De Ceuster                         | Steven Van Olmen                        | Jurgen Van De Walle                     |
| 1993 | Heizel              | Bart De Ceuster                         | Tom Stremersch                          | Romeo Hernandez                         |
| 1992 | Heizel              | Glenn D'Hollander                       | Rik Verbrugghe                          | Sebastien Demarbaix                     |
| 1991 | Heizel              | Anthon Vermaerke                        | Mario Willems                           | Renaud Boxus                            |
| 1990 | Heizel              | Cedric Lommel                           | Paul Van Hyfte                          | Humprey Goffin                          |
| 1989 |                     | Stefan Sels                             | Gunther De Winne                        | Paul Van Hyfte                          |
| 1988 | Heizel              | Michel Cargnello                        | Frank Corvers                           | Bart Peeters                            |
| 1987 | Heizel              | Marc Wauters                            | Pascal De Smul                          | Glenn Huybrechts                        |
| 1986 | Heizel              | Danny In 't Ven                         | Bart Leysen                             | Marc Wauters                            |
| 1985 | Heizel              | Eddy Van Craeynest                      |                                         |                                         |
| 1984 | Heizel              | Edwig Van Hooydonck                     |                                         |                                         |
| ...  | ...                 | ...                                     | ...                                     | ...                                     |